# Хлорамин
Хлорамин — неорганическое соединение, хлорпроизводное аммиака, бесцветная маслянистая жидкость, растворимая в холодной воде, разлагается при температурах выше −40°С.

## Получение
- Хлорирование аммиака при комнатной температуре в инертной атмосфере (N2):

{\displaystyle {\mathsf {2NH_{3}+Cl_{2}\ {\xrightarrow {20^{o}C}}\ NH_{2}Cl+NH_{4}Cl}}}
- Действие аммиака на гипохлорит натрия:

{\displaystyle {\mathsf {NH_{3}+NaClO\ {\xrightarrow {25^{o}C}}\ NH_{2}Cl\!\uparrow +NaOH}}}
- Действие гидразина на кристаллогидрат гипохлорита натрия:

{\displaystyle {\mathsf {N_{2}H_{4}+2NaClO\cdot 5H_{2}O\ {\xrightarrow {25^{o}C}}\ 2NH_{2}Cl\!\uparrow +2NaOH+H_{2}O_{2}+8H_{2}O}}}

## Физические свойства
Хлорамин — бесцветная маслянистая жидкость с запахом хлора, разлагается при температурах выше −40°С, более устойчива в атмосфере NH3 или растворённая в органических растворителях.
Хорошо растворяется в холодной воде, в горячей полностью разлагается.

## Химические свойства
- При нагревании разлагается:

{\displaystyle {\mathsf {3NH_{2}Cl\ {\xrightarrow {-40^{o}C}}\ N_{2}+NH_{4}Cl+2HCl}}}
- В водных растворах до 10°С устанавливается равновесие:

{\displaystyle {\mathsf {NH_{2}Cl+2H_{2}O\ \rightleftarrows \ NH_{3}\cdot H_{2}O+HClO}}}
- В горячей воде подвергается разложению[1]:

{\displaystyle {\mathsf {3NH_{2}Cl+3H_{2}O\ \xrightarrow {60-80^{o}C} \ 3NH_{3}\uparrow +2HCl+HClO_{3}}}}
- Разлагается кислотами:

{\displaystyle {\mathsf {NH_{2}Cl+2HCl\ {\xrightarrow {}}\ NH_{4}Cl+Cl_{2}\!\uparrow }}}
- и щелочами:

{\displaystyle {\mathsf {4NH_{2}Cl+4NaOH\ {\xrightarrow {}}\ N_{2}\!\uparrow +2NH_{3}\cdot H_{2}O+3NaCl+NaClO+H_{2}O}}}
- Проявляет восстановительные и окислительные свойства:

{\displaystyle {\mathsf {2NH_{2}Cl+NaClO+2NaOH\ {\xrightarrow {}}\ N_{2}\!\uparrow +3NaCl+3H_{2}O}}}
{\displaystyle {\mathsf {NH_{2}Cl+2KI+2H_{2}O\ {\xrightarrow {}}\ NH_{3}\cdot H_{2}O+I_{2}\!\downarrow +KOH+KCl}}}

## Применение
- Реагент в органическом синтезе.
- Очистка воды.
- Для профилактической, текущей и заключительной дезинфекции поверхностей, жесткой мебели в помещениях, внутренних поверхностей (салонов) на объектах транспорта, включая санитарный, санитарно-технического оборудования, белья, посуды столовой из различных материалов, посуды лабораторной, предметов ухода за больными, игрушек, уборочного материала и инвентаря, остаточных количеств биологических жидкостей на поверхностях;
- Для проведения генеральных уборок в лечебно-профилактических и детских учреждениях;
- Для дезинфекции изделий медицинского назначения, включая стоматологические инструменты из низкоуглеродистой стали, никелированных металлов, резин, стекла, пластмасс (кроме эндоскопов и инструментов к ним).
- Для утилизации отработавших медицинских пиявок.